# Pendulum, la Nuit sans témoin
Pour les articles homonymes, voir Pendulum.
Pour plus de détails, voir Fiche technique et Distribution.
Pendulum, la Nuit sans témoin (titre original : Pendulum) est un film de procès américain réalisé par George Schaefer et sorti en 1969.

## Synopsis
À Washington DC, le capitaine de police Frank Matthews a arrêté le meurtrier et violeur Paul Sanderson. Lors de son procès, son avocat W. W. King plaide le vice de forme, alléguant que son client n'a pas été informé de ses droits constitutionnels et la Cour suprême relaxe Sanderson au grand dam de Frank. Parallèlement, ce dernier soupçonne sa femme Adèle d'avoir une liaison avec un homme marié. Pendant qu'il s'est absenté pour se rendre à un colloque à Baltimore, sa femme en profite pour retrouver son amant Brooks Elliot, un ex-petit ami devenu sénateur. Le couple est abattu alors qu'il se trouvait au lit. 
Frank est le premier suspecté et, malgré son recours à un avocat, le même avocat qui avait défendu Sanderson, il est appréhendé. Pour lui, la culpabilité de Sanderson ne fait aucun doute. Il réussit à s'échapper et va retrouver Sanderson dans sa résidence en Pennsylvanie. Lors de leur affrontement, il réussit à obtenir ses aveux et au moment où Sanderson s'apprête à le tuer, Madame Sanderson mère l'en empêche. 
Innocenté et de retour à Washington, Frank doute de ses lendemains dans la police.

## Fiche technique
- Titre français : Pendulum, la nuit sans témoins ou Pendulum[1]
- Titre original : Pendulum
- Réalisation : George Schaefer
- Scénario : Stanley Niss
- Musique : Walter Scharf
- Chanson : The Pendulum Swings Both Ways, paroles de Mack David et musique de Walter Scharf, interprétée par The Lettermen
- Photographie : Lionel Lindon
- Son : Arthur Piantadosi, William Randall
- Montage : Hugh S. Fowler
- Décors : Walter M. Simonds, Morris Hoffman
- Costumes : Walter M. Simonds
- Pays d'origine :  États-Unis
- Langue de tournage : anglais
- Extérieurs : Washington (district de Columbia)
- Producteur : Stanley Niss
- Sociétés de production : Columbia Pictures, Pendulum Productions
- Société de distribution : Columbia Pictures
- Format : couleur par Technicolor — 35 mm — monophonique
- Genre : film policier, drame
- Durée : 102 minutes
- Date de sortie : 
  - États-Unis : 21 mars 1969
  - France : 9 avril 1969[1]

## Distribution
- George Peppard (VF : Denis Savignat) : le capitaine Frank Matthews
- Jean Seberg (VF : Régine Blaess) : Adèle Matthews
- Richard Kiley (VF : Raymond Gérôme) : l'avocat Woodrow Wilson King
- Charles McGraw (VF : Jacques Berthier) : le chef adjoint John P. Hildebrand
- Madeleine Sherwood : Madame Eileen Sanderson
- Robert F. Lyons (VF : Roger Coggio) : Paul Martin Sanderson
- Frank Marth (VF : Jean-Claude Michel) : le lieutenant Smithson
- Marj Dusay : Liz Tennant
- Paul McGrath (VF : Roger Tréville) : le sénateur Augustus Cole
- Harry Lewis (VF : Jean-Louis Jemma) : Brooks Elliot
- Dana Elcar (VF : Albert Augier) : le sergent J.J. « Red » Thornton
- Richard Guizon (VF : Serge Sauvion) : Jack Barnes
- S. John Launer (VF : Henri Crémieux) : le juge Clifford R. Kinsella
- Jock MacKelvie (VF : Jacques Thébault) : le procureur Grady Butler
- Robin Raymond (VF : Lita Recio) : Myra, la gérante de l'institut de beauté
- Logan Ramsey (VF : Jean Daurand) : le sergent Jelinek
- Douglas Henderson (VF : Pierre Collet) : le sergent Hanauer
- Phyllis Hill (VF : Nadine Alari) : Mrs. Wilma Elliot